# Ato Essandoh

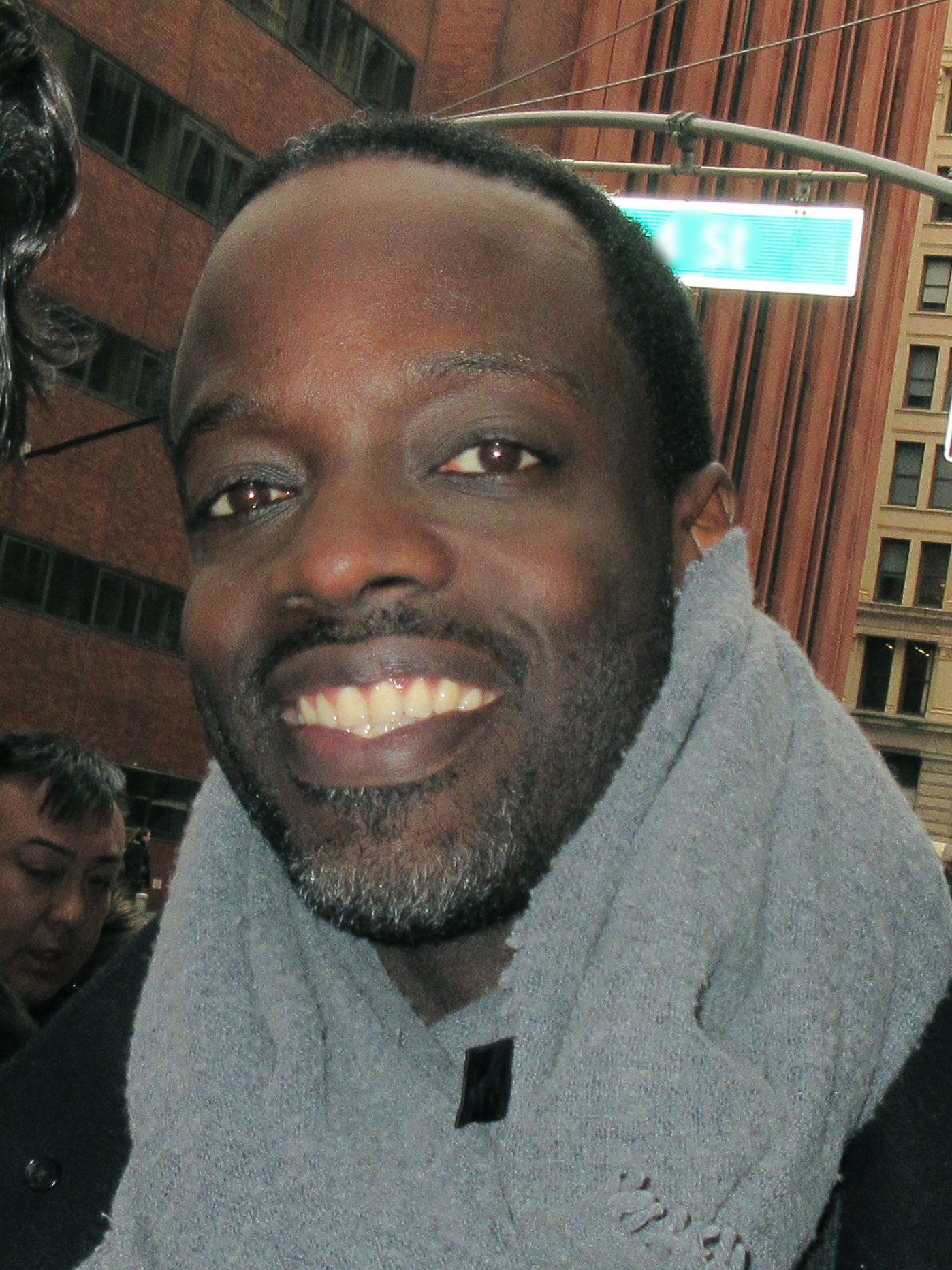
Ato Essandoh

Ato Essilfi Bracato Essandoh (* 29. Juli 1972 in Schenectady, New York) ist ein US-amerikanischer Schauspieler ghanaischer Abstammung.

## Leben und Karriere
Ato Essandoh wurde als Sohn ghanaischer Eltern in Schenectady geboren, schloss später die Highschool in New Rochelle ab und studierte in der Folge Chemieingenieurwesen, welches er mit einem Bachelors Of Science von der Cornell University erfolgreich abschloss. Daneben studierte er zusätzlich Schauspiel am Acting Studio in New York City.
Seit 2001 ist er als Schauspieler aktiv. Zunächst trat er vor allem als Gastdarsteller in US-Serien wie Third Watch – Einsatz am Limit oder Welcome, Mrs. President auf und übernahm kleine Filmnebenrollen, etwa in Garden State oder Hitch – Der Date Doktor. Weitere Filmnebenrollen folgten in Blood Diamond, Das Lächeln der Sterne, Männertrip oder als Sklave D'Artagnan in Django Unchained, der von einer Hundemeute brutal zerfetzt wird. 2016 war er als Craig Jeffers in Jason Bourne zu sehen.
Neben Filmauftritten übernimmt Essandoh vermehrt wiederkehrende Nebenrollen in Fernsehserien wie in Copper – Justice is brutal, Believe, Elementary oder Blue Bloods – Crime Scene New York. Seit 2016 ist er als Dr. Isidore Latham in Chicago Med zu sehen. 2018 übernahm er als Vernon Elliott eine Hauptrolle in der Serie Altered Carbon – Das Unsterblichkeitsprogramm.
2018 wurde er in die Academy of Motion Picture Arts and Sciences berufen, die jährlich die Oscars vergibt.

## Filmografie (Auswahl)
- 2001: Third Watch – Einsatz am Limit (Third Watch, Fernsehserie, Episode 2x13)
- 2001: The Experiment Box
- 2002: Sex für Anfänger (Roger Dodger)
- 2003: Line of Fire (Fernsehserie, Episode 1x01)
- 2003: Law & Order (Fernsehserie, Episode 13x16)
- 2004: Garden State
- 2004: Saving Face
- 2005: Hitch – Der Date Doktor (Hitch)
- 2005: Couchgeflüster – Die erste therapeutische Liebeskomödie (Prime)
- 2005: Welcome, Mrs. President (Fernsehserie, Episode 1x01)
- 2006: Conviction (Fernsehserie, Episode 1x04)
- 2006: Brother’s Shadow
- 2006: Blood Diamond
- 2007: Millennium Crisis
- 2008: Das Lächeln der Sterne (Nights in Rodanthe)
- 2009: Royal Pains (Fernsehserie, Episode 1x06)
- 2010: Criminal Intent – Verbrechen im Visier (Criminal Intent, Fernsehserie, 2 Episoden)
- 2010: Männertrip (Get Him to the Greek)
- 2011: White Collar (Fernsehserie, Episode 2x10)
- 2011: Damages – Im Netz der Macht (Damages, Fernsehserie, 3 Episoden)
- 2011–2012: Treme (Fernsehserie, 2 Episoden)
- 2011–2016: Blue Bloods – Crime Scene New York (Blue Bloods, Fernsehserie, 7 Episoden)
- 2012: Django Unchained
- 2012–2013: Copper – Justice is brutal (Fernsehserie, 23 Episoden)
- 2012–2018: Elementary (Fernsehserie, 9 Episoden)
- 2013: Good Wife (The Good Wife, Fernsehserie, Episode 4x12)
- 2014: Wish I Was Here
- 2014: Believe (Fernsehserie, 5 Episoden)
- 2014: Madam Secretary (Fernsehserie, Episode 1x01)
- 2015: Girls (Fernsehserie, 3 Episoden)
- 2015: Person of Interest (Fernsehserie, Episode 4x18)
- 2016: Vinyl (Fernsehserie, 10 Episoden)
- 2016: Jason Bourne
- seit 2016: Chicago Med (Fernsehserie)
- 2018: O.G.
- 2018–2020: Altered Carbon – Das Unsterblichkeitsprogramm (Altered Carbon, Fernsehserie, 11 Episoden)
- 2019: The Code (Fernsehserie)
- 2019: X-Men: Dark Phoenix (Dark Phoenix)
- 2020: Tales from the Loop (Fernsehserie, 5 Episoden)
- 2020: Away (Fernsehserie, 10 Episoden)
- 2021: Evil (Fernsehserie, Episode 2x12)
- seit 2023: Diplomatische Beziehungen (The Diplomat, Fernsehserie)
- 2023: Reptile